# Potres na Haitiju 2010.
Potres na Haitiju 2010. bio je katastrofalni potres momentne magnitude 7,0 koji se zbio na zapadnome dijelu otoka Hispaniola u Karipskome moru. Pogodio je državu Haiti, a osjetio se i u Dominikanskoj Republici te na Kubi.
Potres se dogodio 16 kilometara jugozapadno od Port-au-Prince‎‎a, glavnog grada Haitija 12. siječnja 2010. godine, u 16:53:09 sati po tamošnjoj vremenskoj zoni (21:53:09 UTC). Hipocentar potresa bio je na oko 13 kilometara dubine. Nakon njega, zabilježen je niz od četrnaest potresa magnitude od 5,0 do 5,9. 
Zbog 222.517 žrtava jedan je od najsmrtonosnijih potresa zabilježenih u ljudskoj povijesti.

## Posljedice
Međunarodni Crveni križ procjenjuje da je čak tri milijuna ljudi bilo pogođeno potresom. Većina glavnoga grada Port-au-Princea značajno je oštećena ili uništena u potresu, uključujući i Predsjedničku palaču (slika 1.), zgradu Narodne skupštine, katedralu i glavni zatvor. Sve bolnice su uništene ili teško oštećene, tako da su napuštene. Ujedinjeni narodi izvijestili su da je sjedište stabilizacijske Misije Ujedinjenih naroda u Haitiju (MINUSTAH) koji se nalazi u glavnom gradu uništeno i da je velik broj osoblja UN-a poginuo i/ili nestao. 

## Reagiranja
Haićanski veleposlanik u SAD-u Raymond Joseph nazvao je potres "katastrofom velikih razmjera". Associated Press ga je nazvao "najvećim potresom ikada zabilježenim na ovom području", iako je Potres u Jamajci 1692. godine imao jačinu 7,5 na skali momentne jačine.

## Akcije spašavanja

### 12. siječnja
Ljudi su spašavali unesrećene ispod ruševina, izvučeni su i brojni leševi. Leševi su izvlačeni vani na ulice i slagani na jednu gomilu. Tijekom noći, potraga i izvlačenja su se nastavila uz pomoć ručnih svjetiljki. Mobilna bolnica argentinskog ratnog zrakoplovstva, postavljena u Port-au-Princeu, bila je tada jedina aktivna medicinska ustanova. Tako su s argentinskim helikopterima, iz Ratnog zrakoplovstva Ujedinjenih naroda, ozlijeđeni prevažani do obližnjeg Santo Dominga.

### 13. siječnja
U potrazi za žrtvama, spasitelji pretražuju urušene zgrade. Ranjenici su odvođeni u bolnice kolima hitne pomoći, policijskim kamionima, tačkama i improviziranim nosilima. Mnoge su bolnice urušene; 13. siječnja jedino je argentinska vojna poljska bolnica ostala otvorena u Port-au-Princeu te uz velike napore pokušava zbrinuti mnoštvo ranjenika. Liječnici bez granica izjavili su da su najmanje dvije bolnice u dobrom stanju te da će njihovi liječnici započeti liječiti 500 osoba kojima je potrebna hitna operacija. Tijela žrtava nagomilana su na ulicama. Veliki su strojevi potrebni za kopanje po ruševina jer su, pod njima, još uvijek zatočene mnoge žrtve. Trijažni je centar postavljen na parkiralištu, no ranjenici su, zbog velikog broja pacijenata, bili prisiljeni ležati u medicinskim šatorima te čekati pomoć. Uz to, nedostajalo je i vode. U Pétionvilleu su ljudi, koristeći batove i vlastite ruke, kopali kroz urušeni trgovački centar.

## Galerija
- Srušena predsjednička palača
- Port-au-Prince
- Pomoć logoru postavljen od strane brazilske vojske u Port-au-Prince
- Kamp u Haitiju
- Brodovi američke obalne straže u Karipskome moru 13. siječnja 2010.
- Luka Port-au-Prince nakon potresa
- Brazilski vojnici pomažu ranjenoj Haićanki